# Ophionellus texanus
Ophionellus texanus är en stekelart som först beskrevs av Ezra Townsend Cresson 1872.  Ophionellus texanus ingår i släktet Ophionellus och familjen brokparasitsteklar. Inga underarter finns listade i Catalogue of Life.